# Emilio Antonio Maury

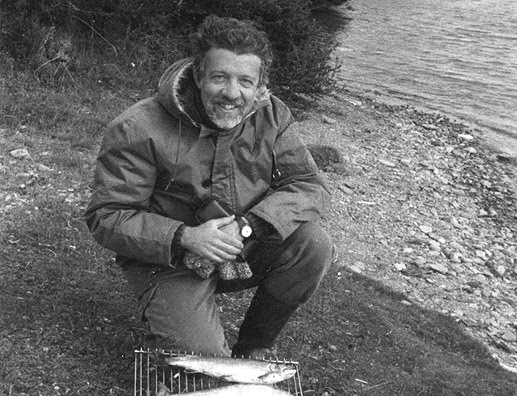
Emilio Antonio Maury

Emilio Antonio Maury (* 25. Juni 1940 in Buenos Aires; † 28. Juni 1998) war ein argentinischer Arachnologe. Seine Forschungsschwerpunkte waren die Skorpione, die Walzenspinnen und die Weberknechte.

## Leben
Maury absolvierte sein Studium an der Fakultät für Agronomie und Veterinärmedizin der Universidad de Buenos Aires, wo er 1967 zum Tiermediziner promoviert wurde. Vom Consejo Nacional de Investigaciones Científicas y Técnicas (CONICET) erhielt er einen Zuschuss für sein Studienprojekt Systematik und Biologie der argentinischen Skorpione unter der Leitung von Berta S. Gerschman de Pikelin. Von 1970 bis 1971 forschte er mit der Unterstützung eines Auslandsstipendiums am Labor für Gliederfüßer unter der Leitung von Max Vachon am Muséum national d’histoire naturelle. Ab 1972 wurde er für seine Forschungsarbeiten von der staatlichen Forschungsförderung CONICET gefördert, ab 1980 als unabhängiger Forscher.
Zwischen 1968 und 1998 war Maury Autor oder Co-Autor von 80 wissenschaftlichen Arbeiten über Spinnentiere, zu denen noch eine im Jahr 2000 veröffentlichte posthume Arbeit hinzukommt. Davon betreffen 44 die Ordnung der Skorpione, wobei der Großteil dieser Publikationen in den 1970er und 1980er Jahren veröffentlicht wurde. Seine Beiträge zur taxonomischen Bestimmung der Familie Bothriuridae waren von grundlegender Bedeutung, da diese eine der am wenigsten erforschten Skorpiongruppen in der argentinischen Fauna repräsentierte. Zudem veröffentlichte er 14 Arbeiten über die Ordnung der Walzenspinnen (Solifugae), was ihn zu einem weltweit anerkannten Experten für diese Gruppe machte. Zu Beginn der 1980er Jahre widmete sich Maury der Ordnung der Weberknechte und veröffentlichte darüber 21 Arbeiten, insbesondere über die Familie der Triaenonychidae in Argentinien und Chile. Ein Großteil seiner Schriften stützte sich auf das reichhaltige Material, das er auf seinen Exkursionen im ganzen Land sammelte. Diese umfangreiche Dokumentation ermöglichte es ihm, seine Werke mit einem detaillierten Verweis auf die geografische Verbreitung der untersuchten Taxa zu vervollständigen. Er beteiligte sich aktiv an der Höhlenforschung und nahm an einigen Exkursionen teil. Dies ermöglichte es ihm, die erste höhlenbewohnende Weberknechtart in Argentinien zu beschreiben, der er den Namen Picunchenops spelaeus gab.
Emilio Maury war Mitglied der Asociación Argentina de Ciencias Naturales, wo er auch die Positionen des Korrespondenzsekretärs und Schatzmeisters bekleidete. Bis zu seinem Tod war er Argentinien-Korrespondent des Centre International de Documentation Arachnologique (heute International Society of Arachnology) und Redaktionsmitglied des Journal of Arachnology, dem Fachorgan der American Arachnological Society.

## Dedikationsnamen
- Plateurytion mauryi Pereira, 2008
- Gaucha mauryi (Rocha, 2001)
- Galeodes mauryi Harvey, 2002
- Ananteris mauryi Lourenço, 1982
- Polycricus mauryi Pereira, 2008
- Cyrioctea mauryi Platnick, 1986
- Vaejovis mauryi Capes, 2001
- Camillina mauryi Platnick & Murphy, 1987
- Grossogidiella mauryi (Grosso & Fernández, 1993)
- Echemoides mauryi Platnick & Shadab, 1979
- Meriola mauryi Platnick & Ewing, 1995
- Hadruroides mauryi Francke & Soleglad, 1980
- Xalpirta mauryi Pecci-Maddalena, Lopes-Andrade & Skelley, 2019